# Повч
Повч (колишня назва Полч)— село в Україні, у Коростенському районі Житомирської області. Населення становить 452 осіб.

## Географія
Розташоване над річкою Повчанка (колишня назва Полчанка), лівою притокою річки Жерев.
У селі річка Жуківка впадає у Повчанку.

## Історія
У 1906 році Пелч, село Норинської волості Овруцького повіту Волинської губернії. Відстань від повітового міста 35 верст. від волості 18. Дворів 59, мешканців 369.

## Відомі особи
Войтюк Дмитро Григорович (народився 01. 05. 1939 року) – фахівець у галузі механізації сільського господарства. Кандидат технічних наук (1967), професор (1988), член-кореспондент УААН (1993). Повний кавалер ордена «За заслуги» (1998, 2005, 2020).
Таргонський Павло Ничипорович (народився 20. 02. 1939 року с. Повчанка (зараз входить до Повчі)) - кандидат сільськогосподарських наук, член Національної спілки журналістів України.